# Zaida (Marocco)
Zaida  (in arabo زايدة‎?) è un centro abitato e comune rurale del Marocco situato nella provincia di Midelt, regione di Drâa-Tafilalet. Conta una popolazione di 13 181 abitanti (censimento 2014).